# Улуг Хуртуях тас

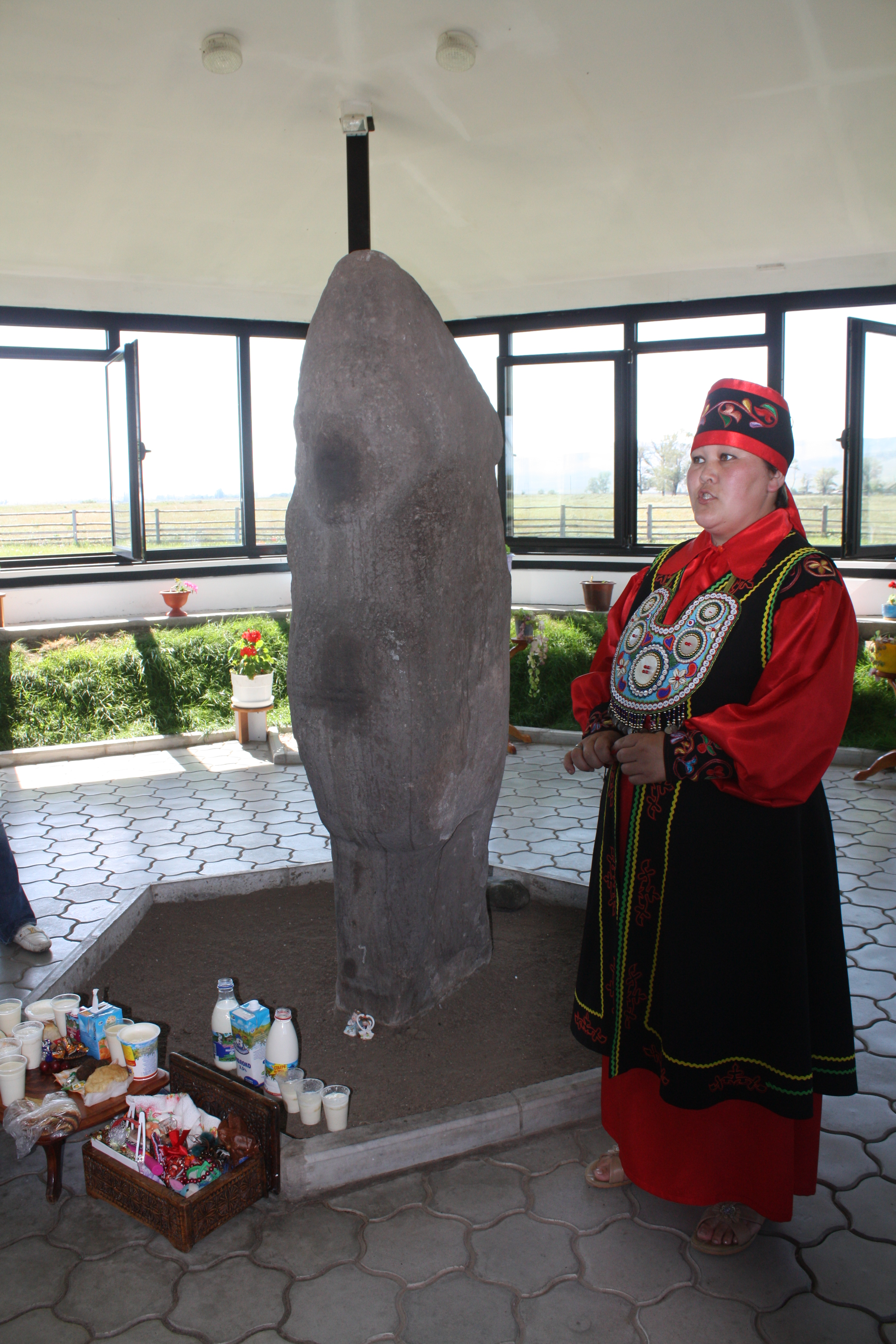
Изваяние в Анхаковском музее

Улуг Хуртуях тас (хак.), "Улуг Куртуяк Таш", "Улу-Куртеяк" в переводе на русский означает "Большая каменная старуха" , "Бабий Камень", "Великая Баба" называют ещё "Куртуякское изваяние", "Старушка Каменная"  — каменное изваяние согласно каталогу № 106    служила маяком, переиспользована  в Тагарском кургане,  расположенном в 500 м к западу от аала Анхаков и в одном километре к Северо-Западу от реки Абакан в Хакасии, памятник Окуневской культуры  конца III — начала II тысячелетия до н. э.

## Параметры
- Материал: Коричневый песчаник
- Размеры: 220х50х60 см [1]
- Вес: 2,6 тонны .

## Рельеф
На вершине камня высечена реалистичная человеческая голова в конусовидной шапке; в средней части — плохо различимое изображение сложного антропоморфного лика. Фома выступа, на котором выбит этот лик, напоминает беременный живот. На фотографии начала XX в. отчетливо видны следы ритуального использования стелы: реалистичное лицо на вершине камня обмазано сметаной; снизу рта заметны жирные подтёки от кормления.

## История
Каменное изваяние Улуг Хуртуях тас впервые было описано Даниэлем Готлибом Мессершмидтом в 1722 году  : 
«…Куртуяк была высечена из серого песчаника и вкопана в землю наклонно. Сзади можно было видеть подвешенные толстые, сплетенные из волос косы. Татары-язычники оказывали ей большой почёт, трижды объезжали вокруг неё, после каковой церемонии делали ей подношение в виде еды. От предков им доводилось слышать о том, что это Куртуякское изваяние было когда то знаменитой матроной и сам всемогущий бог превратил её в камень…».
В описаниях Миссершмидта Д.Г. в 1722,  как отмечено у Радлова В.В. : 
Сзади на спине висит толстая коса, которую еще и теперь носят калмыцкие и татарские женщины...
Языческие Есь-Бельтирские татары оказывали ей большое почтение: каждый из них три раза ездил вокруг нее и при совершении этой церемонии приносил в жертву часть своего провианта или клал ей пищу у подножия в траву ...
На мой вопрос: почему они думают, что этот безжизненный камень заслуживает такого почета…, они отвечали, что, по словам предков их, Куртуяк была очень знатная матрона и Кайра-ханом или всемогущим богом превращена в камень
В описаниях  Миллера Г.Ф. и Гмелина И. Г.  во время Второй Камчатской экспедиции, как отмечено у Радлова В.В. : 
большой каменной статуи (кругом отесанной и несколько заостренной книзу), в человеческий рост с большим широким лицом и высокой остроконечной шапкою
В описаниях Паллас П.С. в 1772 добавил детали  :  
обнаружил могильную насыпь, обставленную большими плитами и окруженную многочисленными курганами ... Одна из них представляла собой изображение человека.... чрезвычайной величины женский образ ... Рот у  женщины был широко раскрыт, а на сильно вздутом животе, свидетельствующем о  беременности, прослеживались «полосы» и «красивые кривые росписи»

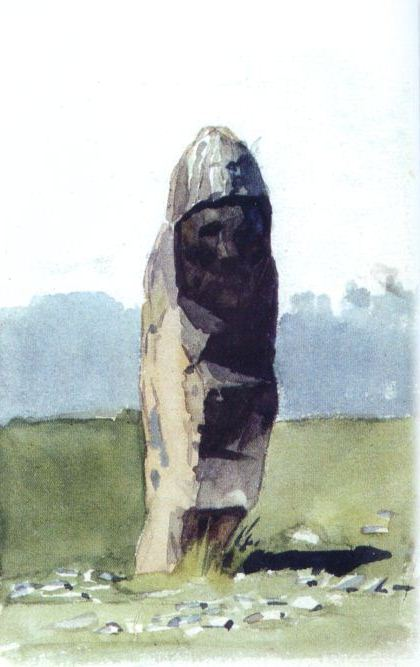
Василий Иванович Суриков в 1873, Большая Каменная Старуха

Стилистически эти два изображения — грубо сделанная голова изваяния и крайне схематизированная личина с «третьим» глазом на животе  отличны друг от друга. Согласно Н.В. Леонтьеву , В.Ф. Капелько, Ю.Н. Есину изображение еще одной личины или «передника» обычное для окуневских изваяний  .  
Радлов В.В. в 1889 описывает :  
Это изваяние стоит около квадратного погребения с огромной каменной оградой. Камень имеет форму почти четырехугольной призмы, очень грубо обтесан

О местонахождении Хуртуях тас упоминает Н. Ф. Катанов в 1899:  
«…из села Аскиз в село Усть-Есь я с женою… отправился 9 июля 1899 года… с правой стороны дороги… между улусами Апаковым и Караблековым стоит лицом на северо-восток высокая каменная старуха, называемая у туземцев „Хуртуях тас“ и виденная П. С. Палласом еще 5 сентября 1772 года…»
Затем, очевидно, это изваяние было снято со своего места у  Тагарского кургана  и перенесено в степь, ближе к дороге, идущей в Абакан, около села Анхаков .    

Поступило в фонды Хакасского республиканского краеведческого музея в 1954 году. Организовал вывоз изваяния археолог Хакасского краеведческого музея Альберт Николаевич Липский. Причиной перемещения изваяния в музей была попытка уберечь произведение искусства от актов вандализма. Изваяние Хуртуях тас, пользуется среди местных жителей особым почитанием, как объект женского культа и покровительница материнства — "Матери всех матерей" . Вот как описывает А. Н. Липский обряд поклонения Хуртуях тас уже после её перемещения в музей: 
«…Во дворе Абаканского музея, в собрании древних изваяний, стоит скульптура Хуртуях тас — каменной старухи, вывезенная мною в 1954 году от улуса Анхакова на Среднем Абакане. Это песчаниковый обелиск, тщательно обработанный, содержащий изваяние лица головы, не выделенной из камня, и хорошо оформленный живот беременной женщины, с вырезанной на нем личиной… так вот, перед этим изваянием стояла молодая хакаска, держа мисочку с аракой — молочной водкой у рта каменной старухи. Рот изваяния обильно смазан сметаной. На земле стояли берестяные туяски с пищей, с аракой и абыртхы — хлебным напитком… Молодая женщина, подставив чашку с водкой ко рту изваяния, что то шептала, кланяясь Хуртуях тас… Когда молодая женщина кончила молиться, я попросил её и её спутников зайти в музей. Здесь после упорных моих расспросов, старая женщина сказала, что молодая, её невестка, десятый год замужем, но у неё нет детей, а мы слышали, что Хуртуях тас увезли в Абакан, и мы приехали сюда, чтобы просить её дать нашей невестке детей…».
В 1970 Кызласов Л.Р. выявил на месте установки изваяния астрагал барана, стеклянный, на горизонте раскопа  обилие трубчатых костей и зубы взрослых и молодых лошадей, 4 овец, 1 коровы, кость косули, керамику, большое количество речных галек, среди которых много камней фаллической формы   .
В 2003 изваяние вновь размещено близ села Анхаков в стеклянной юрте, построенной для Улуг Хуртуях тас в Сагайской степи. Теперь это музей под открытым небом с одним главным экспонатом. Находится на 113-м километре трассы Абакан - Ак-Довурак.
Известны академические исследовательские прорисовки изваяния:  рисунок из дневника Д.Г. Мессершмидта  , прорисовки Л.Р. Кызласовым в 1986 по фотографии 1947 года  Л.А. Евтюховой ,  по А.Н. Липскому в 1970  , по  Э.Б. Вадецкой в 1967   и современная детальная прорисовка по Н.В. Леонтьеву, В.Ф. Капелько, Ю.Н. Есину в  2006 .

## В живописи
Живописец и уроженец Красноярска Василий Иванович Суриков запечатлел древнее каменное изваяние в Минусинском округе (современная Хакасия) в набросках "Улуг Хуртуях Тас" (1873) Большая Каменная Старуха и в акварели «Карым подпасок. Каменная баба» (1873), в котором изображено изваяние и подросток рядом с навьюченной лошадью .

## В литературе
О Хуртуях тас зафиксировано около двадцати различных легенд. Наиболее распространённый сюжет по одной из легендарных версий связывает Хуртуях и Сартакпая - популярный у всех народов Саяно-Алтая культурный герой :
Строитель мостов, и муж Хуртуях, Сартакпай  возвёл мост через Енисей, которым воспользовались враги для вторжения на территорию Хакасии. Усадил Хуртуях и двух своих сыновей на коней Сартакпай. Напутствуя, просил он Хуртуях скакать прочь и, под страхом немедленной смерти, не оборачиваться. Сам же встал на пути врагов, пытаясь их задержать. Недолго длилась битва, погиб достойно Сартакпай. Хуртуях и сыновья добрались до берегов реки Абакан. Хуртуях перепрыгнула на своём коне на другой берег, сыновья же не смогли последовать за ней и погибли в водах бурной реки. Не удержалась Хуртуях, обернулась посмотреть, что случилось с сыновьями. Увидев их гибель, воззвала Хуртуях к богам, моля о справедливости. Боги, внимая ей, обратили Хуртуях в камень и дали ей силу помогать женщинам от бесплодия
По другой легенде, рассказанной хакасским писателем и драматургом М. Е. Кильчичаковым и литературно обработанной В. К. Татаровой, Хуртуйах была женой кыргызского (хакасского) кагана. Когда из-за нашествия врагов народ оказался на краю гибели, Хуртуйах обратилась с мольбою о помощи к богине Ымай. Та вняла мольбам и, обратив Хуртуйах в камень, дала ей на сохранение хут — зародыш жизни, силы, энергии хакасского народа .
Молитва-обращение к Улуг Хуртуйах тас покровительнице материнства — "Матери всех матерей" :
Наша Белая каменная Мать,
Все звери имеют детей,
Все птицы имеют детей,
Все рыбы имеют детей,
У всех людей есть дети,
У меня одной нет ребёнка,

Помоги мне стать матерью…

## См.также
Каменная баба
Окуневская культура
Тас Хыз
Хакасский краеведческий музей